# Зблевский, Михал
Михал Зблевский (пол. Michał Zblewski, 18 февраля 1980, Тчев) — польский бобслеист, разгоняющий, выступал за сборную Польши с 2004 года по 2010-й. Участник двух зимних Олимпийских игр, неоднократный победитель и призёр национальных первенств, различных этапов Кубка Европы.

## Биография
Михал Зблевский родился 18 февраля 1980 года в городе Тчев, Поморское воеводство. Активно заниматься бобслеем начал в возрасте семнадцати лет, в 2004 году прошёл отбор в национальную сборную и в качестве разгоняющего стал ездить на крупные международные старты, порой показывая довольно неплохие результаты. Тогда же дебютировал в Кубке мира, однако на первом своём этапе в немецком Винтерберге занял среди четвёрок лишь двадцать седьмое место. Став членом команды опытного пилота Давида Купчика, в феврале 2005 года впервые поучаствовал в заездах взрослого чемпионата мира, на трассе канадского Калгали в зачёте четырёхместных экипажей закрыл двадцатку сильнейших. Благодаря череде удачных выступлений на мировом кубке удостоился права защищать честь страны на зимних Олимпийских играх 2006 года в Турине, где с четвёркой впоследствии был пятнадцатым.
На чемпионате мира 2007 года в швейцарском Санкт-Морице Зблевский, как и в прошлый раз, финишировал на четырёхместном экипаже двадцатым. В следующих двух сезонах побывал на многих этапах Кубка мира и почти всегда оказывался в числе двадцати лучших, оставаясь в элите мирового бобслея. Последним крупным соревнованием для него стали Олимпийские игры 2010 года в Ванкувере, где он с четвёркой показал четырнадцатое время. Поскольку конкуренция в сборной на тот момент сильно возросла, вскоре после этих заездов Михал Зблевский принял решение завершить карьеру профессионального спортсмена, уступив место молодым польским разгоняющим.